# Wang Mian

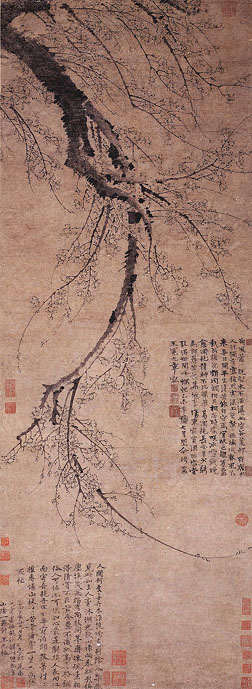
Prunera florida

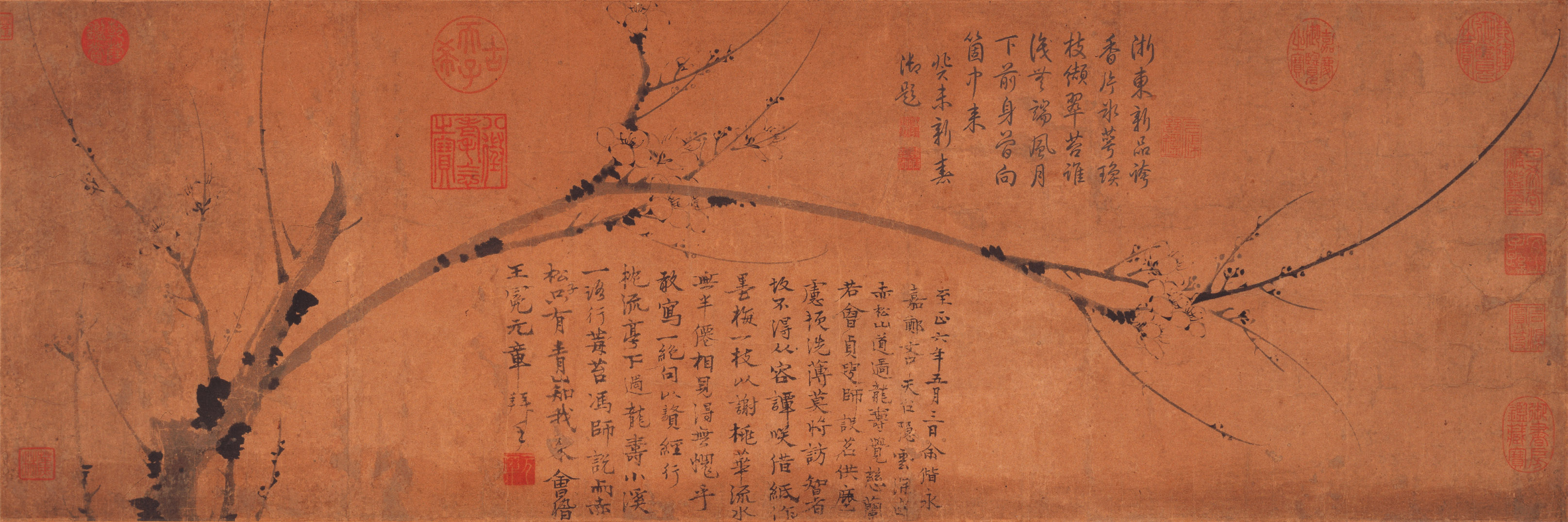
Prunera

Wang Mian (xinès: 王冕; pinyin: Wáng Miǎn), també conegut com a Yaunzhang i Laocun, fou un pintor, cal·lígraf i poeta xinès que va viure sota la dinastia Yuan dels mongols. Va néixer a Zhuji, província de Zhejiang, l'any 1287 i va morir el 1359. La seva família era d'origen camperol. En veure fracassades les seves aspiracions a ser funcionari va dedicar-se a la pintura podent, així, guanyar-se la vida. Va servir-se del seu art per a criticar indirectament la dinastia mongol.
Va destacar com a pintor de pruneres (centre d'interès dels denominats pintors lletrats) en un estil propi, nítid i audaç que ha fet que es consideri una de les màximes figures pintant el segon dels “quatre cavallers” (els altres són el bambú, el crisantem i l'orquídia). Amb ell les pintures no són ja d'una branca amb poques flors sinó que les pruneres són exuberants. Va editar un àlbum dedicat al pruner, símbol de puresa, per tractar de les seves experiències com a pintor en aquest tema. Entre les seves obres que s'han conservat destaquen Neu fragant en un pont trencat (d'un estil minimalista), Branca de prunera florida i Tres bambús. Es troben pintures exposades al Museu Nacional del Palau de Taipei, al Museu del Palau de Pequín i al Museu de Xangai.